# Королевские гонки Ру Пола (7 сезон)
Седьмой сезон реалити-шоу «Королевские гонки Ру Пола» начался 2 марта 2015 года. Ру Пол и Мишель Визаж вернулись к ролям главных судей, в то время как место прошлого судьи Сантино Райса разделили Карсон Крессли и Росс Мэтьюз, Последние присутствовали вдвоем за судейским столом только в первом эпизоде, далее они чередовались. Как и в предыдущих двух сезонах за право стать «Следующей американской суперзвездой драга», годовой запас косметики от «Anastasia Beverly Hills» и 100 000 долларов боролись четырнадцать королев.
Сезон стартовал со зрительской аудиторией в 350 000 зрителей, что на 20 % больше, чем предыдущий, поэтому руководство LogoTV решило продлить шоу на восьмой сезон.

## Участники
| Королева           | Настоящее имя        | Возраст | Город                    | Результат  |
| ------------------ | -------------------- | ------- | ------------------------ | ---------- |
| Вайлет Чачки       | Джейсон Дардо        | 22      | Атланта, Джорджия        | Победитель |
| Перл               | Мэттью Джеймс Лент   | 23      | Бруклин, Нью-Йорк        | Финалист   |
| Джинджер Минж      | Джошуа Идс Браун     | 29      | Орландо, Флорида         | Финалист   |
| Кеннеди Дэвенпорт  | Рубен Асберри мл.    | 33      | Даллас, Техас            | 4 место    |
| Катя               | Брайан Маккук        | 32      | Бостон, Массачусетс      | 5 место    |
| Трикси Маттел      | Брайан Фиркус        | 24      | Милуоки, Висконсин       | 6 место    |
| Мисс Фейм          | Кёртис Дэм-Микельсен | 29      | Нью-Йорк, Нью-Йорк       | 7 место    |
| Джейдинн Диор Фирс | Кристофер Уильямс    | 25      | Нашвилл, Теннесси        | 8 место    |
| Макс               | Макс Маланафи        | 22      | Хадсон, Висконсин        | 9 место    |
| Кэнди Хоу          | Фрэнк Диас           | 28      | Кайей, Пуэрто-Рико       | 10 место   |
| Миссис Каша Дэвис  | Эд Попил             | 43      | Рочестер, Нью-Йорк       | 11 место   |
| Джасмин Мастерс    | Мртелл Робинсон      | 37      | Лос-Анджелес, Калифорния | 12 место   |
| Саша Белль         | Джаред Брекенридж    | 28      | Айова-Сити, Айова        | 13 место   |
| Темпест Дужур      | Патрик Холт          | 46      | Тусон, Аризона           | 14 место   |

## Судьи
Постоянные судьи
- Ру Пол
- Мишель Визаж
- Карсон Крессли
- Росс Мэтьюз

Приглашённые судьи
- Кэти Гриффин (1)
- Оливия Ньютон-Джон (2)
- Джордин Спаркс (2)
- Мел Би (3)
- Кэт Деннингс (3)
- Джессика Альба (4)
- Лушин Пиани (4)
- Айзек Мизрахи (5)
- Марли Гинзберг (6)
- Ариана Гранде (6)
- Тэймар Брэкстон (7)
- Майкл Ури (7)
- Лиэнн Раймс (8)
- Нелсан Эллис (8)
- Дэми Ловато (9)
- Джон Уотерс (9)
- Алисса Милано (10)
- Рэйчел Харрис (10)
- Сантино Райс (11)
- Ребекка Ромейн (11)

## Гости
- Аляска (1)
- Мату Андерсен (1)
- Магнус Хастингс (1)
- Моби (2)
- Джамал Симс (2)
- Бьянка Дель Рио (7)
- Латрис Ройел (8)
- Ким Джонсон (10)
- Кэнди Кейн (12)

## Список эпизодов
| № общий | № в сезоне | Название                 | Дата премьеры  |
| --- | ---------- | ------------------------ | -------------- |
| 80 | 1          | «Born Naked»             | 2 марта 2015   |
| - Приглашённые судьи: Кэти Гриффин - Постоянные судьи: Росс Мэтьюз и Карсон Крессли - Мини-испытание: Проход по подиуму и показ двух луков: один — весенний, другой — олицетворяющий их дрэг - Главное испытание: Создать наряд, создающий иллюзию наготы - Категория: Голая иллюзия - Победитель испытания: Вайлет Чачки - Приз за главное испытание: Продукция от линии по уходу за волосами - Двойка худших: Кэнди Хо и Темпест Дужур - Песня липсинка: «Geronimo» Ру Пола - Исключена: Темпест Дужур |            |                          |                |
| 81 | 2          | «Glamazonian Airways»    | 9 марта 2015   |
| - Приглашённые судьи: Оливия Ньютон-Джон и Джордин Спаркс - Постоянный судья: Карсон Крессли - Мини-испытание: Девушкам нужно поработать лицом, пока члены «ПитКрю» дуют на них пылесосом - Победитель мини-испытания: Джинджер Минж и Трикси Маттел - Главное испытание: Музыкально-хореографический номер-инструкция по безопасности для «Гламазонских авиалиний» - Категория: Авиаэлеганза - Победитель испытания: Джинджер Минж - Приз за главное испытание: Пять ночей на курорте от «My Gay Getaway». - Двойка худших: Катя и Саша Белль - Песня липсинка: «Twist of Fate» Оливии Ньютон-Джон - Исключена: Саша Белль |            |                          |                |
| 82 | 3          | «ShakesQueer»            | 16 марта 2015  |
| - Приглашённые судьи: Мел Би и Кэт Деннингс - Постоянный судья: Карсон Крессли - Мини-испытание: Королевы перевоплощаются в дрэг-бабуль и танцуют - Победитель мини-испытания: Кеннеди Дэвенпорт и Макс - Главное испытание: Королевы ставят новое прочтение Шекспира — «Макбич» и «Роми и Джульет» - Категория: Бородата и прекрасна - Победитель испытания: Макс - Приз за главное испытание: Два латексных наряда от кутюр - Двойка худших: Джасмин Мастерс и Кеннеди Дэвенпорт - Песня липсинка: «I Was Gonna Cancel» Кайли Миноуг - Исключена: Джасмин Мастерс                                                         |            |                          |                |
| 83 | 4          | «Spoof! (There It Is)»   | 23 марта 2015  |
| - Приглашённые судьи: Джессика Альба и Лушин Пиани - Постоянный судья: Росс Мэтьюз - Главное испытание: Создание музыкальных пародий на песни Ру Пола - Категория: Зелёный - Победитель испытания: Кеннеди Дэвенпорт - Приз за главное испытание: Трёхгодичная поставка продукции от косметической компании «The Honest Company» - Двойка худших: Перл и Трикси Маттел - Песня липсинка: «Dreaming» Blondie - Исключена: Трикси Маттел |            |                          |                |
| 84 | 5          | «The DESPY Awards»       | март 30, 2015  |
| - Приглашённые судьи: Айзек Мизрахи - Постоянный судья: Росс Мэтьюз - Мини-испытание: Сделать бумажную версию знаменитых нарядов звезд - Победитель мини-испытания: Катя и Миссис Каша Дэвис - Главное испытание: Стать ведущими первой премии «DESPY Awards» - Победитель испытанияѕ: Макс и Перл - Приз за главное испытание: Ювелирные украшения от фирмы «Fierce Drag Jewels» - Двойка худших: Кэнди Хоу и Миссис Каша Дэвис - Песня липсинка: «Lovergirl» Тины Мари - Исключена: Миссис Каша Дэвис |            |                          |                |
| 85 | 6          | «Ru Hollywood Stories»   | 6 апреля 2015  |
| - Приглашённые судьи: Мерл Гинзберг и Ариана Гранде - Постоянный судья: Росс Мэтьюз - Мини-испытание: Участницам нужно набрать наибольшее количество баллов, ответы лежат в трусах у «ПитКрю» - Победитель мини-испытания: Джинджер Минж - Главное испытание: Постановка «Что случилось с Мерл Гинзберг?» с точки зрения Мерл Гинзберг, Мишель Визаж и Ру Пола - Категория: Смерть ей к лицу - Победитель испытания: Катя - Приз за главное испытание: Сертификат на $2000 от «FABRICplanet» - Двойка худших: Джейдинн Диор Фирс и Кэнди Хо - Песня липсинка: «Break Free» Арианы Гранде - Исключена: Кэнди Хо              |            |                          |                |
| 86 | 7          | «Snatch Game»            | 13 апреля 2015 |
| - Приглашённые судьи: Тэймар Брэкстон и Майкл Ури - Постоянный судья: Росс Мэтьюз - Главное испытание: Snatch Game - Категория: Кожа и кружева - Победитель испытания: Кеннеди Дэвенпорт и Джинджер Минж - Приз за главное испытание: Боа от «Mother Plucker» - Двойка худших: Джейдинн Диор Фирс и Макс - Песня липсинка: «No More Lies» Michel’le - Исключена: Макс |            |                          |                |
| 87 | 8          | «Conjoined Queens»       | 20 апреля 2015 |
| - Приглашённые судьи: Лиэнн Раймс и Нелсан Эллис - Постоянный судья: Росс Мэтьюз - Мини-испытание: Продемонстрировать наряды в стиле «Оранжевый — хит драга» - Победитель мини-испытания: Кеннеди Дэвенпорт - Главное испытание: Создать парный образ вместе с исключённой ранее королевой - Победитель испытания: Перл - Приз за главное испытание: Создание веб-сайта от «Square Space» - Возвращена: Трикси Маттел - Двойка худших: Джинджер Минж (вместе с Сашей Белль) и Джейдинн Диор Фирс (вместе с Темпест Дужур) - Песня липсинка: «I Think We’re Alone Now» Тиффани - Исключена: Джейдинн Диор Фирс               |            |                          |                |
| 88 | 9          | «Divine Inspiration»     | 27 апреля 2015 |
| - Приглашённые судьи: Деми Ловато и Джон Уотерс - Постоянный судья: Карсон Крессли - Мини-испытание: Reading is Fundamental - Победитель мини-испытания: Трикси Маттел - Главное испытание: Музыкальные версии главных фильмов Джона Уотерса - Категория: Самое уродливое платье - Победитель испытания: Джинджер Минж - Приз за главное испытание: Коллекция париков от «Weavin’ Steven» - Двойка худших: Мисс Фейм и Перл - Песня липсинка: «Really Don’t Care» Деми Ловато при участии Шер Ллойд - Исключена: Мисс Фейм                                                                                                  |            |                          |                |
| 89 | 10         | «Prancing Queens»        | 4 мая 2015     |
| - Приглашённые судьи: Алисса Милано и Рэйчел Харрис - Постоянный судья: Карсон Крессли - Мини-испытание: Создать образ «Фальшивой домохозяйки» при помощи скотча - Победитель мини-испытания: Вайлет Чачки - Главное испытание: Танцевальный номер в определённом жанре - Категория: Полумужчина, полукоролева - Победитель испытания: Катя и Вайлет Чачки - Приз за главное испытание: Оригинальное вечернее платье от «Mountbatten Concepts» и подарочная карта от «Klein Epstein & Parker» - Двойка худших: Джинджер Минж и Трикси Маттел - Песня липсинка: «Show Me Love» Robin S. - Исключена: Трикси Маттел           |            |                          |                |
| 90 | 11         | «Hello, Kitty Girls!»    | 11 мая 2015    |
| - Приглашённые судьи: Сантино Райс и Ребекка Ромейн - Постоянный судья: Карсон Крессли - Мини-испытание: Создание кукол в стиле королев-соперниц - Победитель мини-испытания: Джинджер Минж - Главное испытание: Создание лука, вдохновлённого Hello Kitty, а также лучшую подругу для Hello Kitty - Победитель испытания: Вайлет Чачки - Приз за главное испытание: Hello Kitty экстраваганза - Двойка худших: Катя и Кеннеди Дэвенпорт - Песня липсинка: «Roar» Кэти Перри - Исключена: Катя |            |                          |                |
| 91 | 12         | «And the Rest Is Drag»   | 18 мая 2015    |
| - Постоянные судьи: Росс Мэтьюз и Карсон Крессли - Главное испытание: Съёмки музыкального видео на сингл Ру Пола «Born Naked» - Песня липсинка: «Born Naked» Ру Пола - Исключена: Кеннеди Дэвенпорт |            |                          |                |
| 92 | 13         | «Countdown to the Crown» | 25 мая 2015    |
| Небольшой дайджест лучших и худших моментов сезона, а также ранее непоказанные кадры. В эпизоде появляются такие королевы как Адор Делано, Аляска, Алисса Эдвардс, Бьянка Дель Рио, Джинкс Монсун, Латрис Ройел, Ража, Рейвен и Шэрон Нидлс. |            |                          |                |
| 93 | 14         | «Grи Finale»             | 1 июня 2015    |
| Финальный эпизод сезона, где были расставлены все места: - Мисс Конгениальность: Катя - Финалисты: Джинджер Минж и Перл - Победительница седьмого сезона: Вайлет Чачки |            |                          |                |